# Waalo

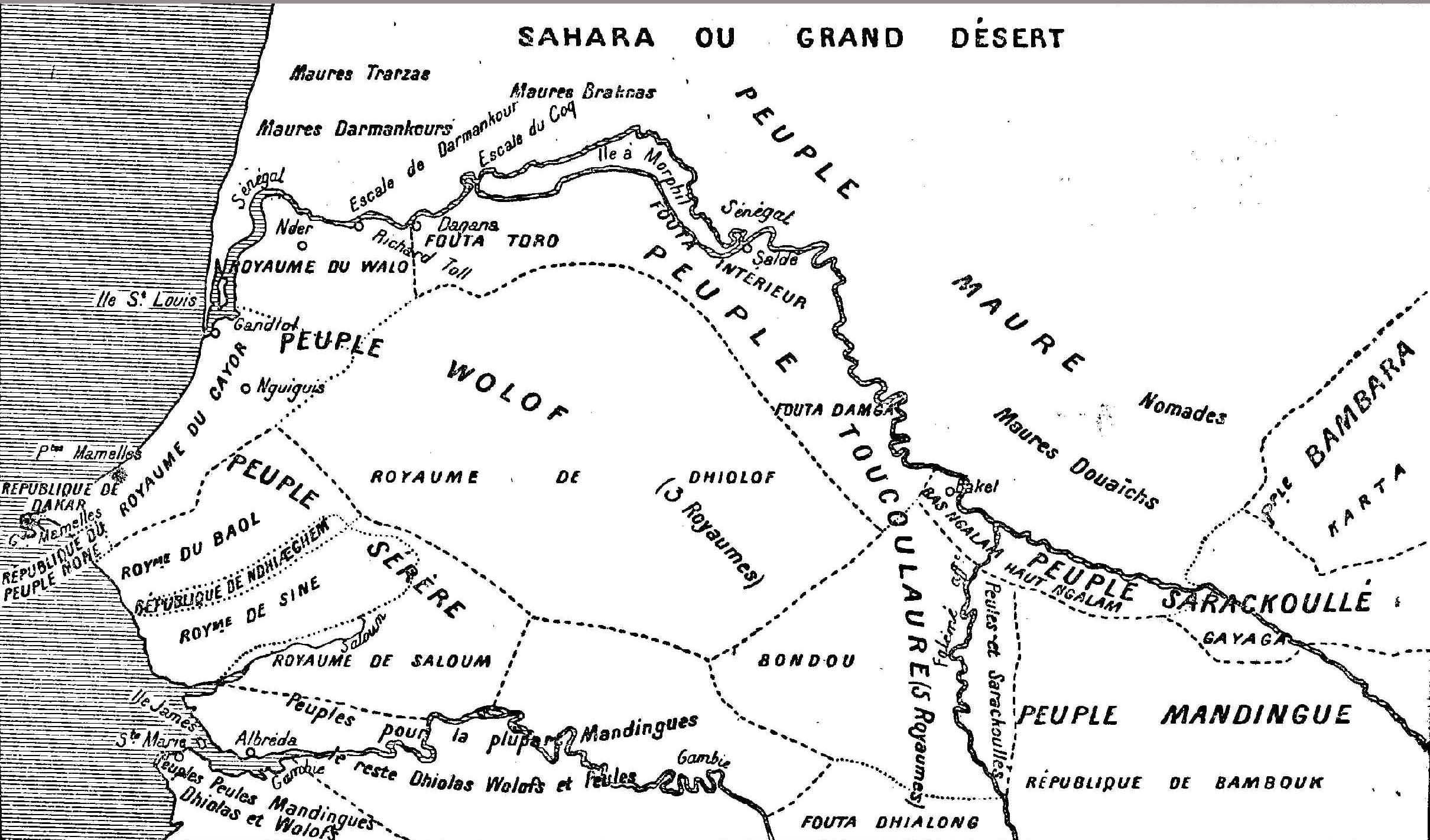
Kaart van rond 1850 met historische landen in het stroomgebied van de rivier de Sénégal en de Gambia

Het koninkrijk Waalo of Walo (Frans: Oualo) was een koninkrijk aan de benedenloop van de Sénégal, in West-Afrika. Het koninkrijk lag zowel in het huidige Senegal als Mauritanië. Het koninkrijk omvatte delen van de vallei van de Sénégal, zowel ten noorden als ten zuiden van de rivier, wat zich uitstrekte tot aan de Atlantische Oceaan. Ten noorden grensde het aan Moorse emiraten, ten zuiden aan het koninkrijk Caijor en ten oosten aan het koninkrijk Jolof. 